# Vercia
Vercia est une ancienne commune française située dans le département du Jura en région Bourgogne-Franche-Comté.
Le 1er janvier 2017, elle fusionne avec Bonnaud, Grusse et Vincelles pour former la commune nouvelle de Val-Sonnette. Les habitants de Vercia se nomment les Vercois et Vercoises.

## Histoire
La commune de Paisia est annexée en 1822.
Un gisement de lignite est découvert en 1855 entre les villages d'Orbagna et de Sainte-Agnès. Une concession est accordée le 24 mai 1859 mais aucune exploitation n'a lieu.

## Politique et administration
| Période    | Période   | Identité         | Étiquette | Qualité                                                                         |
| ---------- | --------- | ---------------- | --------- | ------------------------------------------------------------------------------- |
| avant 1988 | ?         | René Durand      |           |                                                                                 |
| mars 2001  | mars 2001 | Gérard Faverge   |           |                                                                                 |
| mars 2008  | En cours  | Fernand Fournier | DVG       | Retraité de l'enseignement Conseiller général du Canton de Beaufort (2004-2015) |

## Démographie
L'évolution du nombre d'habitants est connue à travers les recensements de la population effectués dans la commune depuis 1793. À partir du 1er janvier 2009, les populations légales des communes sont publiées annuellement dans le cadre d'un recensement qui repose désormais sur une collecte d'information annuelle, concernant successivement tous les territoires communaux au cours d'une période de cinq ans. 
Pour les communes de moins de 10 000 habitants, une enquête de recensement portant sur toute la population est réalisée tous les cinq ans, les populations légales des années intermédiaires étant quant à elles estimées par interpolation ou extrapolation. Pour la commune, le premier recensement exhaustif entrant dans le cadre du nouveau dispositif a été réalisé en 2004,.
En 2014, la commune comptait 308 habitants, en évolution de +0,33 % par rapport à 2009 (Jura : −0,23 %, France hors Mayotte : +2,49 %).
| 1793 | 1800 | 1806 | 1821 | 1831 | 1836 | 1841 | 1846 | 1851 |
| ---- | ---- | ---- | ---- | ---- | ---- | ---- | ---- | ---- |
| 266  | 298  | 329  | 281  | 391  | 415  | 433  | 438  | 397  |

| 1856 | 1861 | 1866 | 1872 | 1876 | 1881 | 1886 | 1891 | 1896 |
| ---- | ---- | ---- | ---- | ---- | ---- | ---- | ---- | ---- |
| 366  | 353  | 360  | 400  | 393  | 395  | 422  | 383  | 370  |

| 1901 | 1906 | 1911 | 1921 | 1926 | 1931 | 1936 | 1946 | 1954 |
| ---- | ---- | ---- | ---- | ---- | ---- | ---- | ---- | ---- |
| 388  | 390  | 385  | 321  | 316  | 301  | 308  | 263  | 252  |

| 1962 | 1968 | 1975 | 1982 | 1990 | 1999 | 2004 | 2009 | 2014 |
| ---- | ---- | ---- | ---- | ---- | ---- | ---- | ---- | ---- |
| 260  | 252  | 229  | 246  | 229  | 244  | 280  | 307  | 308  |

## Lieux et monuments

### Voies
| 21 odonymes recensés à Vercia au 17 décembre 2013             | 21 odonymes recensés à Vercia au 17 décembre 2013 | 21 odonymes recensés à Vercia au 17 décembre 2013 | 21 odonymes recensés à Vercia au 17 décembre 2013 | 21 odonymes recensés à Vercia au 17 décembre 2013 | 21 odonymes recensés à Vercia au 17 décembre 2013 | 21 odonymes recensés à Vercia au 17 décembre 2013 | 21 odonymes recensés à Vercia au 17 décembre 2013 | 21 odonymes recensés à Vercia au 17 décembre 2013 | 21 odonymes recensés à Vercia au 17 décembre 2013 | 21 odonymes recensés à Vercia au 17 décembre 2013 | 21 odonymes recensés à Vercia au 17 décembre 2013 | 21 odonymes recensés à Vercia au 17 décembre 2013 | 21 odonymes recensés à Vercia au 17 décembre 2013 | 21 odonymes recensés à Vercia au 17 décembre 2013 | 21 odonymes recensés à Vercia au 17 décembre 2013 |
| Allée                                                         | Avenue                                            | Chemin                                            | Cours                                             | Espace                                            | Impasse                                           | Montée                                            | Parc                                              | Passage                                           | Place                                             | Pont                                              | Route                                             | Rue                                               | Sentier                                           | Autres                                            | Total                                             |
| ------------------------------------------------------------- | ------------------------------------------------- | ------------------------------------------------- | ------------------------------------------------- | ------------------------------------------------- | ------------------------------------------------- | ------------------------------------------------- | ------------------------------------------------- | ------------------------------------------------- | ------------------------------------------------- | ------------------------------------------------- | ------------------------------------------------- | ------------------------------------------------- | ------------------------------------------------- | ------------------------------------------------- | ------------------------------------------------- |
| 0                                                             | 0                                                 | 4                                                 | 0                                                 | 0                                                 | 2                                                 | 1                                                 | 0                                                 | 0                                                 | 0                                                 | 0                                                 | 5                                                 | 5                                                 | 0                                                 | 4                                                 | 21                                                |
| Notes « N »                                                   | Notes « N »                                       | 1. 2. 3. 4. 5.                                    | 1. 2. 3. 4. 5.                                    | 1. 2. 3. 4. 5.                                    | 1. 2. 3. 4. 5.                                    | 1. 2. 3. 4. 5.                                    | 1. 2. 3. 4. 5.                                    | 1. 2. 3. 4. 5.                                    | 1. 2. 3. 4. 5.                                    | 1. 2. 3. 4. 5.                                    | 1. 2. 3. 4. 5.                                    | 1. 2. 3. 4. 5.                                    | 1. 2. 3. 4. 5.                                    | 1. 2. 3. 4. 5.                                    | 1. 2. 3. 4. 5.                                    |
| Sources : rue-ville.info & OpenStreetMap & FNACA-GAJE du Jura |                                                   |                                                   |                                                   |                                                   |                                                   |                                                   |                                                   |                                                   |                                                   |                                                   |                                                   |                                                   |                                                   |                                                   |                                                   |

### Illuminations

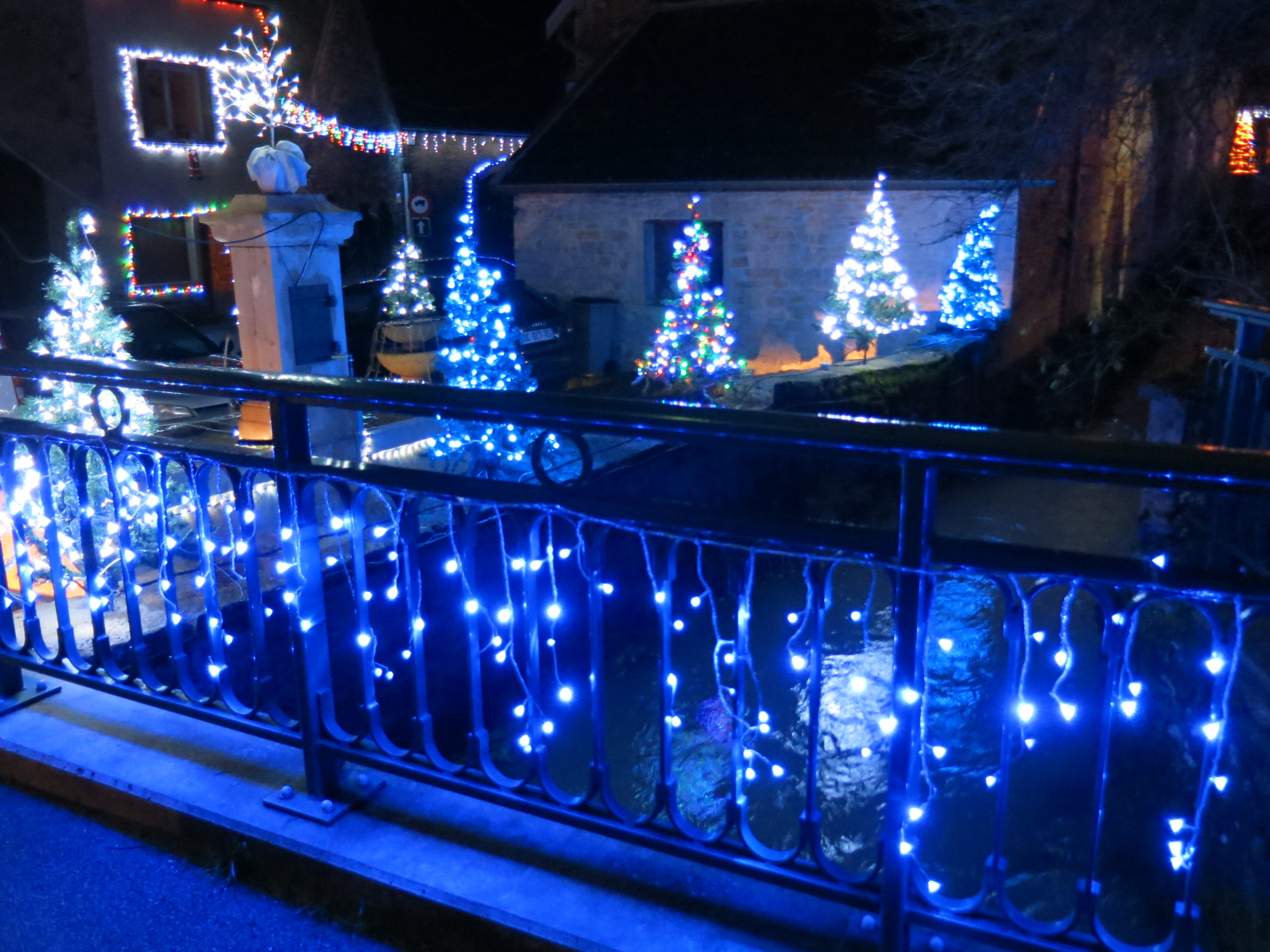
Illuminations à Noël 2014

Depuis 1982, est née une tradition d'illumations pour la période de Noël au village, mais aussi au hameau de Paisia. La commune de 300 âmes attire plus de 30.000 visiteurs par ses illuminations de Noël, essentiellement pendant les week-ends. Outre les illuminations, des stands dressés dans le quartier du Sauvage de gaufres à l’ancienne et de vin chaud vendus sont proposés aux visiteurs.